# Jace Rocker
Pour les articles homonymes, voir Rocker.
Jace Rocker est un acteur, réalisateur et scénariste de films pornographiques. Il reçut plusieurs AVN Awards entre 1990 et 1997 et est membre de l'AVN Hall of Fame.

## Récompenses
- 1990 AVN Award – Meilleur Scénario - Vidéo – Cheeks II: The Bitter End (avec Britt Morgan)
- 1992 AVN Award – Meilleur Scénario - Vidéo – Cheeks IV: A Backstreet Affair (avec Britt Morgan)
- 1994 AVN Award – Meilleur Scénario - Vidéo – Haunted Nights (avec Jonathan Morgan)
- 1996 AVN Award – Meilleur Scénario - Vidéo – Risque Burlesque
- 1997 AVN Award – Meilleur Scénario - Vidéo – Silver Screen Confidential[2]